# Huangtankou Shuiku
Huangtankou Shuiku (kinesiska: 黄坛口水库) är en reservoar i Kina. Den ligger i provinsen Zhejiang, i den östra delen av landet, omkring 200 kilometer sydväst om provinshuvudstaden Hangzhou. Huangtankou Shuiku ligger 118 meter över havet. Arean är 4,4 kvadratkilometer. I omgivningarna runt Huangtankou Shuiku växer i huvudsak blandskog. Den sträcker sig 9,7 kilometer i nord-sydlig riktning, och 6,3 kilometer i öst-västlig riktning.
Genomsnittlig årsnederbörd är 2 542 millimeter. Den regnigaste månaden är juni, med i genomsnitt 518 mm nederbörd, och den torraste är oktober, med 41 mm nederbörd.